# Pāthardi
Pāthardi är en ort i Indien.   Den ligger i distriktet Ahmadnagar och delstaten Maharashtra, i den centrala delen av landet, 1 100 km söder om huvudstaden New Delhi. Pāthardi ligger 550 meter över havet och antalet invånare är 24 091.
Terrängen runt Pāthardi är platt åt nordost, men åt sydväst är den kuperad. Terrängen runt Pāthardi sluttar norrut. Runt Pāthardi är det ganska tätbefolkat, med 239 invånare per kvadratkilometer. Trakten runt Pāthardi består till största delen av jordbruksmark.